# Poljska književnost
Poljska književnost je književna tradicija Poljske. Većina poljske književnosti napisana je na poljskom jeziku, mada su i drugi jezici koji su se tokom vekova koristili u Poljskoj takođe doprineli poljskim književnim tradicijama, uključujući latinski, jidiš, litvanski, ukrajinski, beloruski, nemački i esperanto. Prema Česlavu Milošu, poljska književnost se vekovima više fokusirala na dramu i poetsko samoizražavanje nego na fikciju (dominantnu u svetu engleskog govornog područja). Razlozi su bili višestruki, ali uglavnom su počivali na istorijskim okolnostima nacije. Poljski pisci su obično imali širi spektar izbora da ih motivišu na pisanje, uključujući prošle kataklizme izvanrednog nasilja koje su zahvatile Poljsku (kao raskrsnicu Evrope), ali takođe i poljske kolektivne neskladnosti zahtevajući adekvatnu reakciju pisačkih zajednica bilo kog datog perioda.
Period poljskog prosvetiteljstva započeo je 1730-40-ih, a vrhunac je dostignut u drugoj polovini 18 veka. Među vodećim poljskim prosvetiteljskim autorima bili su Ignaci Krasicki (1735–1801) i Jan Potocki (1761–1815). Poljski romantizam, za razliku od romantizma drugde u Evropi, uglavnom je bio pokret za nezavisnost od strane okupacije. Rani poljski romantičari bili su pod velikim uticajem drugih evropskih romantičara. Među značajnim piscima bili su Adam Mickjevič, Severin Goščinski, Tomaš Zan i Maurici Mohnacki.
U drugom periodu mnogi poljski romantičari su radili u inostranstvu. Među uticajnim pesnicima bili su Adam Mickjevič, Juliuš Slovacki i Zigmunt Krasinski.
Nakon neuspelog Januarskog ustanka, novi period poljskog pozitivizma počeo je da zagovara skepticizam i razboritost. Modernistički period poznat kao pokret Mlade Poljske u vizuelnoj umetnosti, književnosti i muzici, nastao je oko 1890. godine i okončan se [[Друга пољска република|povratkom Poljske nezavisnosti (1918). Među značajnim autorima bili su Kazimirz Przerva-Tetmajer, Stanislav Przibiševski i Jan Kasprovič. Primer dela neoromantična era su radovi Stefana Žeromskog, Vladislava Rejmonta, Gabrijele Zapolske i Stanislava Vispjanskog. Godine 1905, Henrik Sjenkjevič dobio je Nobelovu nagradu za književnost za svoj roman Quo Vadis nadahnjujući novi osećaj nade. Književnost Druge poljske republike (1918–1939) obuhvata kratak, mada izuzetno dinamičan period poljske književne svesti. Društveno-politička stvarnost se radikalno promenila povratkom Poljske u nezavisnost. Među novim avangardnim piscima bili su Julijan Tuvim, Stanislav Ignaci Vitkjevič, Vitold Gombrovič, Česlav Miloš, Marija Dombrovska i Zofija Nalkovska.
U godinama nemačke i sovjetske okupacije Poljske, sav umetnički život bio je dramatično ugrožen. Kulturne institucije su izgubljene. Od 1.500 tajnih publikacija u Poljskoj, oko 200 je bilo posvećeno književnosti. Znatan deo poljske literature napisane tokom okupacije Poljske pojavilo se u štampi tek nakon završetka Drugog svetskog rata, uključujući knjige Nalkovske, Rudnickog, Borovskog i drugih. Situacija je počela dramatično da se pogoršava oko 1949–1950, uvođenjem staljinističke doktrine od strane ministra Sokorskog. U poznom 20. veku Poljska je imala tri autora nagrađivana Nobelovom nagradom: Isak Baševis Singer (1978), Česlav Miloš (1980) i Vislava Šimborska (1996). Početkom 21. veka nagradu je dobila još jedna književnica: Olga Tokarčuk.

## Srednji vek
Od poljske književnosti pre hristijanizacije zemlje 966. godine nije ostalo skoro ništa. Poljski paganski stanovnici su imali usmenu književnost koja se proteže na slovenske pesme, legende i verovanja, ali ranohrišćanski pisci nisu smatrali da je vredna pomena na obaveznom latinskom, te je tako je vremenom nestala.
U poljsku književnu tradiciju uobičajeno je uključiti dela koja su se bavila Poljskom, čak i ako ih nisu napisali etnički Poljaci. To je slučaj sa Galom Anonimom, prvim istoričarom koji je Poljsku opisao u svom delu pod naslovom Cronicae et gesta ducum sive principum Polonorum (Dela kneževa Poljaka), komponovanom na sofisticiranom latinskom jeziku. Gal je bio strani monah koji je pratio kralja Boleslava III Pjasta na njegovom povratku iz Mađarske u Poljsku. Ovu važnu tradiciju poljske istoriografije nastavili su Vinsent Kadlubek, krakovski biskup iz trinaestog veka, kao i Jan Dlugoš, poljski sveštenik i sekretar biskupa Zbignjeva Olešnickog.
Prva zabeležena rečenica na poljskom jeziku glasi: „Day ut ia pobrusa, a ti poziwai“ („Pusti me da meljem, a ti se odmori“) - parafraza latinskog „Sine, ut ego etiam molam“. Delo u kojem se pojavila ova fraza odražava kulturu rane Poljske. Rečenica je napisana u okviru latinske jezičke hronike Liber fundationis između 1269. i 1273. godine, istorije cistercitskog samostana u Henrikovu, Šleska. Zabeležio ju je opat poznat samo pod imenom Piotr (Petar), pozivajući se na događaj pre skoro sto godina. Rečenicu je navodno izgovorio boemski doseljenik Bogval („Bogval Boemus“), podanik Boleslava I Visokog, izražavajući saosećanje sa sopstvenom suprugom koja je „vrlo često stajala mleveći kraj žitnog kamena“. Najznačajnija rano srednjovekovna poljska dela na latinskom i staropoljskom jeziku uključuju najstariji sačuvani rukopis fine proze na poljskom jeziku pod naslovom Besede svetog krsta, kao i najraniju Bibliju kraljice Zofije na poljskom jeziku i Hroniku Janka iz Čarnova iz 14. veka. veka, kao i Pulavijski psalter.
Većina ranih tekstova na poljskom narodnom jeziku bila je pod velikim uticajem latinske sakralne literature. Time je obuhvaćena Bogurodzica (Bogorodica), himna u slavu Bogorodice, napisana u 15. veku, iako popularna najmanje vek ranije. Bogorodica je služila kao državna himna. Bio je to jedan od prvih tekstova reprodukovanih na poljskom na štamparskoj presi; a takav je bio i Razgovor gospodara Polikarpa sa smrću (Rozmowa mistrza Polikarpa ze śmiercią).
Početkom 1470-ih, Kasper Straub je osnovao je jednu od prvih štamparija u Krakovu u Poljskoj (pogledajte: širenje štamparija). Godine 1475, Kasper Elian iz Glogova (Glogau) osnovao je štampariju u Vroclavu (Breslau), Šleska. Dvadeset godina kasnije, Šveipolt Fiol je u Krakovu osnovao prvu ćiriličnu štampariju za arhijereje Istočne pravoslavne crkve. Najznačajniji tekstovi nastali u tom periodu uključuju Brevijar Svetog Florijana, štampan delimično na poljskom jeziku krajem 14. veka; Statua synodalia Wratislaviensia (1475): štampana zbirka poljskih i latinskih molitava; kao i Hronika Jana Dlugoša iz XV veka i njegov Catalogus archiepiscoporum Gnesnensium.

## Renesansa
Sa prispećem renesanse, poljski jezik je konačno prihvaćen kao ravnopravan sa latinskim. Poljska kultura i umetnost cvetale su pod Jagelonskom vlašću, a mnogi strani pesnici i pisci naselili su se u Poljskoj, donoseći sa sobom nove književne trendove. Takvi pisci su bili Kalimah (Filip Buonakorsi) i Konrad Celtis. Mnogi poljski pisci studirali su u inostranstvu i na Krakovskoj akademiji, koja je postala talište novih ideja i struja. Godine 1488, u Krakovu je osnovano prvo književno društvo na svetu, Sodalitas Litterarum Vistulana (Književno društvo Vistula). Među značajnim članovima bili su Konrad Celtes, Albert Brudzevski, Filip Kalimah i Lorent Korvinus.
Poljski pisac koji je latinsko pismo koristio kao svoje glavno sredstvo izražavanja bio je Klemens Janicki (Ianicius), koji je postao jedan od najznačajnijih latinskih pesnika svog vremena, a papa ga je odlikovao lovorom. Ostali pisci poput Mikolaja Reja, i Jana Kohanovskog postavili su temelje poljskom književnom jeziku i modernoj poljskoj gramatici. U ovom periodu pojavila se prva knjiga napisana u celini na poljskom jeziku. Bio je to molitvenik Bernata iz Lublina (oko 1465 - nakon 1529) pod nazivom Raj duszny (Hortulus Animae, Eden duše), štampan u Krakovu 1513. godine, u jednoj od prvih poljskih štamparija, kojom je upravljao Florijan Ungler (poreklom iz Bavarske).

## Barok
Na literaturu u periodu poljskog baroka (između 1620. i 1764. godine) značajno je uticala velika popularizacija jezuitskih srednjih škola, koje su nudile obrazovanje zasnovano na latinskim klasicima kao deo pripreme za političku karijeru. Studije poezije zahtevale su praktično znanje pisanja latinskih i poljskih pesama, što je radikalno povećalo broj pesnika i versifikatora širom zemlje. Na tlu humanističkog obrazovanja izrasli su i neki izuzetni pisci: Piotr Kohanovski (1566–1620) dao je svoj prevod Torkvato Tasovog Oslobođenog Jerusalima; Maciej Kazimierz Sarbievski, pesnik laureat, postao je poznat među evropskim narodima kao Horatius christianus (hrišćanin Horacije) po svojim latinskim spisima; Jan Andžej Morštin (1621–1693), epikurejski dvoranin i diplomata, u svojim sofisticiranim pesmama veličao je hrabrost zemaljskih naslada; i Vaclav Potocki (1621–1696), najproduktivniji pisac poljskog baroka, objedinio je tipična mišljenja poljske šljahte sa nekim dubljim razmišljanjima i egzistencijalnim iskustvima.

## Prosvetiteljstvo
Period poljskog prosvetiteljstva započeo je 1730-ih i 40-ih godina, a vrhunac je dostigao u drugoj polovini 18. veka za vreme vladavine poslednjeg poljskog kralja Stanislava Avgusta Ponjatovskog. Do naglog opadanja je došlo nakon Treće i poslednje podele Poljske (1795), praćenom političkim, kulturnim i ekonomskim uništenjem zemlje, što je dovelo do velike emigracije poljskih elita. Prosvetiteljstvo se završilo oko 1822. godine, a zamenio ga je poljski romantizam u zemlji i inostranstvu.

## Romantizam
Zbog podele među susednim carstavima - koja su okončala postojanje suverene poljske države 1795. godine - poljski romantizam, za razliku od romantizma drugde u Evropi, bio je u velikoj meri pokret za nezavisnost protiv strane okupacije, i izrazio je ideale i tradicionalan način života poljskog naroda. Period romantizma u Poljskoj završio se carskom supresijom Januarskog ustanka iz 1863. godine, obeleženim javnim pogubljenjima od strane Rusa i deportacijama u Sibir.

## Literatura
- Czesław Miłosz, The History of Polish Literature, 2nd edition, Berkeley, University of California Press, 1983,  0-520-04477-0.
- Being Poland. A New History of Polish Literature and Culture Since 1918, ed. by Tamara Trojanowska, Joanna Niżyńska, and Przemysław Czapliński, Toronto: University of Toronto Press, 2018,  9781442650183.
- Dariusz Skórczewski, Polish Literature and National Identity: A Postcolonial Perspective, translated by Agnieszka Polakowska, University of Rochester Press - Boydell & Brewer, 2020,  9781580469784 (Rochester Studies in East and Central Europe).
- Karol Badecki, "Pisma Jana Dzwonowskiego (1608–1625)." Архивирано 2 септембар 2012 на сајту  Wydawnictwa Akademii Umiejętności w Krakowie. Biblioteka Pisarzów Polskich. Kraków. Nakładem Akademii Umiejętności. 1910. 119s.